# Витман, Татьяна Борисовна
Татья́на Бори́совна Витман (15 марта 1953 — 25 июля 2020, Санкт-Петербург) — советский и российский филолог-языковед и литературовед. Кандидат филологических наук (1986), доцент.

## Биография
1970—1975 — Филологический факультет ЛГУ им. А. А. Жданова, диплом по специальности: французский язык и литература, квалификация: филолог-романист, учитель французского языка.
В 1985 году окончила Факультет психологии Ленинградского университета им. А. А. Жданова, диплом по специальности: инженерная психология.
В 1986 году в ЛГУ им. А. А. Жданова защитила кандидатскую диссертацию, тема «Потерянное поколение во французской послевоенной литературе 1940—1950 годов».
- Муж — Святослав Владимирович Логинов (Витман) — известный советский и российский писатель, работающий в жанрах научной фантастики и фэнтези.

## Научная деятельность
Автор более 60 научных и научно-методических работ на русском и французском языках по этимологии, семантике, лингвопсихологии, лингводидактике.
Выступала с научными докладами на различных образовательных и научно-просветительских площадках России и франкоязычных стран.
Создала новое научно-педагогическое направление, в рамках которого изучение культурной истории слов русского и французского языков служило основой для новаторских построений в области контрастивной лингвопсихологии.

## Педагогическая деятельность
С 2000 года работала в СПБГЭУ (ранее, до 2013 года, — СПБГУЭФ)
Являлась доцентом кафедры романо-германской филологии и перевода СПБГЭУ.
Чтение лекций во Франции:
- 2002: Париж-Дофин, курс «Межкультурный менеджмент»
- 2003, 2004: Высшая Экономическая школа при Торговой палате (ESCP — EAP) в Париже, курс «Межкультурный менеджмент в России»
- 2005, 2006,2007 2009, 2010: Европейская школа бизнеса (EBS)
- 2005: Сорбонна, Университет Paris V, лекция «Межкультурные различия: Россия и Франция»
- 2015: CUEF, Гренобль, лекция «Interculturel. Notions de savoirs, enseignement; apprentissage à la russe et à la française» (Представления о знаниях, преподавании и обучении).

## Основные научные труды
на русском языке
- Витман Т. Б. Мы и Болонский процесс. Теоретические аспекты. // Проблемы филологии и методики преподавания иностранных языков. 2007, выпуск № 9. — СПб: Изд-во СПбГУЭФ, 2007.
- Витман Т. Б. Межкультурная коммуникация. Interculturel. Часть 1. Курс лекций на французском языке. — СПб: Изд-во СПбГУЭФ, 2008.
- Витман Т. Б. Межкультурная коммуникация. Interculturel. Часть 2. Сборник текстов на французском языке. — СПб: Изд-во СПбГУЭФ, 2008.
- Витман Т. Б. Этимология как элемент преподавания французского языка // Современные проблемы лингводидактики и методики преподавания иностранных языков. По материалам XLVII международной научной конференции 19-28 марта 2018 года. Филологический факультет, Санкт-Петербургский государственный университет. — СПб.: ЛЕМА, 2018.
- Витман Т. Б. Французские и русские языковые представления об «власти» // Профессионально-ориентированная языковая подготовка: теория и практика [электронный ресурс]: сборник тезисов всероссийской научно-практической конференции. Санкт-
- Витман Т. Б. Французские и русские и языковые представления о «народе» и «нации» // Профессионально-ориентированное обучение языкам: реальность и перспективы. — СПб: Изд-во СПБГЭУ, 2019.

на других языках
- Vitman T. De l’expérience du travail dans le cadre du programme conjoint franco-russe (rapport de stage, mémoire final, leur soutenance). Dialogos, Sciences du langage et didactique academique, vol XV/No.30/2014, Axe3: Les disciplines économiques et le cours de language face à l’acquisition de savoir faire academique/ Economic Subject Matters and Languagesto Aaquire Academic Know-How. - Editura ASE Bucuresti, 2014.

## Интервью
В 2019 году во время путешествия по Алтайскому краю дала интервью телеканалу Россия 1 Барнаул

## Награды
- Почётная грамота Министерства науки и образования Российской Федерации (2005).